# Matthias Langer
Matthias Langer (* 3. Juli 1765 in Siegen; † 20. Februar 1833 in Montabaur) war ein deutscher Schriftsteller und Fabrikant. Er wurde durch seine Autobiografie, die seine Erlebnisse während des französisch-österreichischen Krieges im Siegerland beschreibt, bekannt. In dieser Zeit erlebte die Bevölkerung Willkürakte fremder Soldaten und Söldner, monatelange Einquartierungen und erpresserische Ablieferungsforderungen.
Nach seiner Lehrzeit als Strumpfwirker war Matthias Langer zunächst Amtsbote für Freudenberg, dann für Hilchenbach, schließlich für Ferndorf und hatte dorthin von Siegen aus mehrmals wöchentlich die Wege zu Fuß zurückzulegen. Bald aber arbeitete er in der Dreslerschen Fabrik und wurde Faktor der Siamoseweberei in Feudingen. Eine Heirat machte ihm den Verwalterposten der Papiermühle in Haiger frei. Doch war auch das noch nicht die letzte Station dieses vielseitig begabten und fleißigen Mannes, dessen zahlreiche Gedichte große Aufmerksamkeit gefunden haben.

## Werke
- Selbstbiographie und Gedichte, seinen Freunden zum Andenken gewidmet. Hadamar 1822.
- Aus der Lebensgeschichte des aus Siegen stammenden Matthias Langer (1765–1821), in: Schicksale und Abenteuer um 1800. Wiedergabe von Erlebnissen in Friedens- und Kriegszeiten im Siegerland Ende des 18. und Anfang des 19. Jahrhunderts. Siegen 1975.